# The Pursuit of Vikings: 25 Years in the Eye of the Storm
The Pursuit of Vikings: 25 Years in the Eye of the Storm je koncertní DVD a dokument švédské melodicky deathmetalové hudební skupiny Amon Amarth. Vydáno bylo 16. listopadu 2018 prostřednictvím společnosti Metal Blade Records. Koncertní část obsahuje záznam z vystoupení skupiny na festivalu Summer Breeze Open Air z roku 2017, dokument pak mapuje historii kapely.

## Seznam skladeb
CD
1. The Pursuit Of Vikings
2. As Loke Falls
3. First Kill
4. The Way Of Vikings
5. At Dawn's First Light
6. Cry Of The Black Birds
7. Deceiver Of The Gods
8. Destroyer Of The Universe
9. Death In Fire
10. Father Of The Wolf
11. Runes To My Memory
12. War Of The Gods
13. Raise Your Horns
14. A Dream That Cannot Be
15. Guardians Of Asgaard
16. Twilight Of The Thunder God

DVD 1
1. Twilight Of The Thunder God
2. Free Will Sacrifice
3. With Oden On Our Side
4. The Last With Pagan Blood
5. For The Stabwounds In Our Backs
6. Thousand Years Of Oppression
7. Gods Of War Arise
8. Versus The World
9. Asator
10. Under The Northern Star
11. Fate Of Norns
12. Varyags Of Miklagaard
13. Live For The Kill
14. Victorious March

DVD 2
1. The Pursuit Of Vikings
2. As Loke Falls
3. First Kill
4. The Way Of Vikings
5. At Dawn's First Light
6. Cry Of The Black Birds
7. Deceiver Of The Gods
8. Destroyer Of The Universe
9. Death In Fire
10. Father Of The Wolf
11. Runes To My Memory
12. War Of The Gods
13. Raise Your Horns
14. A Dream That Cannot Be
15. Guardians Of Asgaard
16. Twilight Of The Thunder God

## Obsazení
- Johan Hegg – zpěv
- Olavi Mikkonen – kytara
- Johan Söderberg – kytara
- Ted Lundström – baskytara
- Jocke Wallgren – bicí